# Josef Fink (Politiker, 1909)
Josef Anton Fink (* 1. November 1909 in Bezau; † 11. Juli 1983 ebenda) war ein österreichischer Politiker (VF/ÖVP) und Schlosser. Er war von 1945 bis 1949 Abgeordneter zum Vorarlberger Landtag und Gemeindevertreter in Bezau. 

## Ausbildung und Beruf
Fink besuchte zunächst die Volksschule in seiner Heimatgemeinde Bezau und wechselte dann an die Landwirtschaftliche Fortbildungsschule. In der Folge erlernte er jedoch ab 1923 den Beruf des Schlossers im elterlichen Betrieb. Er legte nach seinem Lehrabschluss später die Meisterprüfung als Schlosser ab und erwarb im Jahr 1938 die Konzessionsprüfung für das Installationsgewerbe. Er war beruflich als Schlossermeister und konzessionierter Installateur tätig und wurde 1940 zum Dienst im Zweiten Weltkrieg eingezogen. Er kehrte 1945 aus französischer Kriegsgefangenschaft zurück und war in der Folge wieder in seinem erlernten Beruf als Schlosser und Installateur tätig.

## Politik und Funktionen
Fink war von 1933 bis 1938 Mitglied der Vaterländischen Front, der dominierenden Partei während der Zeit des Austrofaschismus. Nach seiner Rückkehr aus dem Dienst im Zweiten Weltkrieg wurde er 1945 Mitglied der Österreichischen Volkspartei (ÖVP) und schloss sich dem Österreichischen Arbeiter- und Angestelltenbund (ÖAAB) an, einem der vier Teilbünde der ÖVP. Er wirkte lokalpolitisch von 1947 bis 1950 als Mitglied der Gemeindevertretung Bezau und war als Abgeordneter des Wahlbezirkes Bregenz vom 11. Dezember 1945 bis zum 24. Oktober 1949 Abgeordneter zum Vorarlberger Landtag, in dem er als Mitglied im Landwirtschaftlichen Ausschuss aktiv war. Er war des Weiteren von 1952 bis 1977 Standesrepräsentant des Bregenzerwaldes sowie Mitglied der Landesleitung des ÖAAB Vorarlberg.

## Privates
Fink wurde als Sohn des Bezauer Bürgermeisters Peter Fink und seiner Gattin Theresia, geborene Fröis, geboren. Er heiratete am 29. Oktober 1951 Hildegard Natter und wurde zwischen 1952 und 1968 Vater von vier Söhnen und sechs Töchtern. Fink starb 1983 nach einem Bergunfall im Vorsäß Schönenbach.